# 고마키·나가쿠테 전투
고마키·나가쿠테 전투(일본어: 小牧・長久手の戦い 코마키·나가쿠테노타타카이[*])는 일본 센고쿠 시대 후반인 1584년 (덴쇼 12년)에 도요토미 히데요시 (하시바 히데요시) 진영과 오다 노부카쓰·도쿠가와 이에야스 진영 간에 벌어진 전투이다.

## 같이 보기
- 나가쿠테코센조 역
- 조조 성